# Morcilla de Burgos

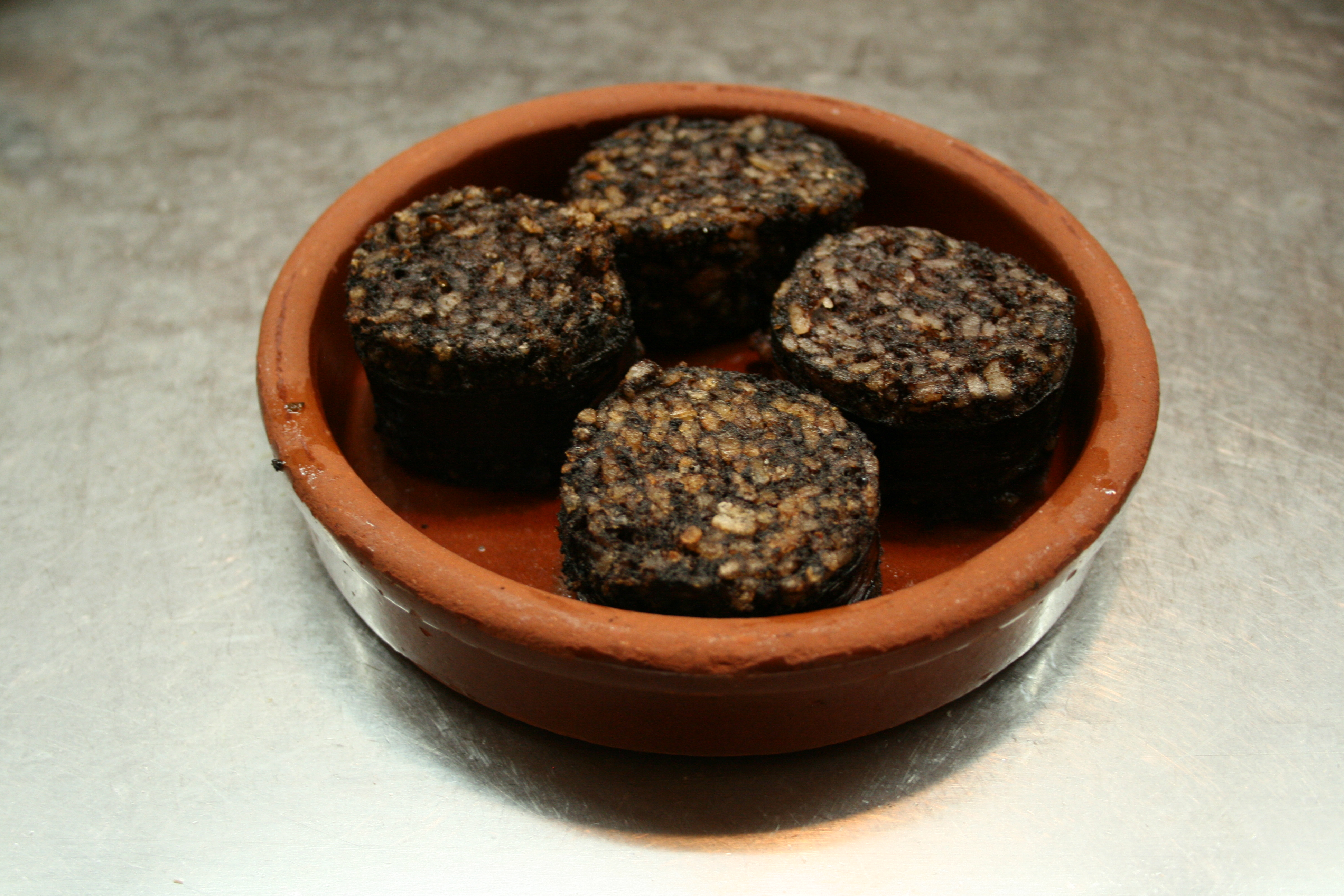
Morcilla de Burgos frita

La morcilla de Burgos es un embutido a base de arroz y sangre de cerdo típica de la gastronomía burgalesa. A los ingredientes mencionados se les añade cebolla, manteca de cerdo, sal, pimienta, pimentón, orégano, y otras especias. La tradición oral dice que debe ser: «sosa, grasosa y picosa».
El 5 de septiembre de 2018, la Unión Europea reconocía a la morcilla de Burgos con la Indicación Geográfica Protegida (IGP).

## Elaboración

### Elaboración artesana de la morcilla de Burgos

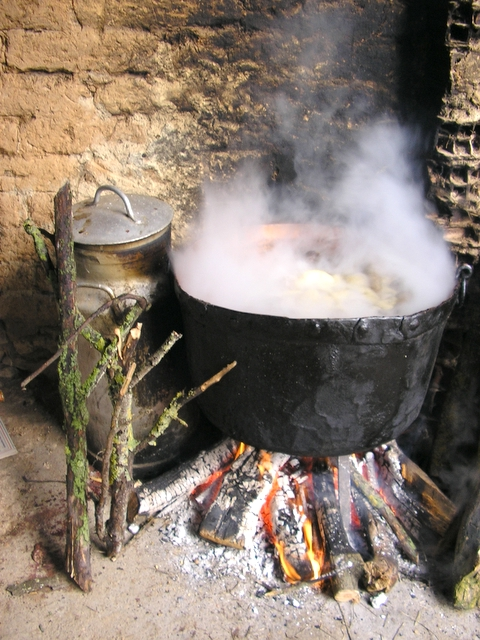
Elaboración de la morcilla en Sandoval de la Reina. Cociendo en la marmita de cobre.

Los ingredientes incluyen cebolla, arroz, manteca de cerdo, sal, pimienta molida, pimentón dulce, pimentón picante, sangre de cerdo, tripas (de cerdo). Sin embargo, hay que tener en cuenta que cada pueblo o zona de la provincia de Burgos tiene su propia manera de elaborar la morcilla.

### Elaboración industrial
La morcilla de Burgos es un embutido sin carne que se rellena con sangre coagulada (en la mayoría de los casos de cerdo), arroz extra, manteca de cerdo, sal y cebolla horcal; y es aderezada con especias para conseguir su sabor característico (principalmente pimienta y pimentón).
Para una elaboración de la morcilla de Burgos a nivel industrial se llevan a cabo multitud de fases.

#### Recepción de materia prima
Las materias primas son recibidas, bien congeladas o refrigeradas, diariamente de diversos proveedores, quienes las transportan en camión refrigerado. La descarga se realiza en una zona destinada a tal efecto.

#### Mezclado de ingredientes
Los porcentajes aproximados de cada ingrediente son:
1. Cebolla 40 %
2. Arroz 25 %
3. Manteca de cerdo 15 %
4. Sangre 15 %
5. Especias y sal 5 %

En primer lugar se realiza el picado de la cebolla y de la grasa para conseguir el calibre deseado. Posteriormente se mezclan los productos picados con los demás ingredientes en la máquina mezcladora (arroz, sangre y especias), la cual contribuye al homogeneizado la masa.

#### Embutido
Una vez hecha la masa se procede a su embutido. Esta etapa consiste en el llenado de las tripas con la masa obtenida de la mezcladora. Las tripas se llenan con ayuda de la embutidora. Cuando están llenas, las piezas son delimitadas mediante un atado con cuerda o grapado.

#### Cocido
El producto una vez embutido y grapado, es sometido a un tratamiento térmico, que consiste en introducir el producto en una caldera con agua próxima a los 100 °C durante 30 minutos. Una vez sometido el producto al tratamiento térmico deseado se debe proceder al enfriamiento inmediato del mismo. El enfriamiento se lleva a cabo en cámaras de oreo, donde se deseca la parte externa de la morcilla y se enfría el producto para poder realizar su posterior envasado.

#### Envasado
Una vez enfriado el producto, se procede a su envasado y posterior etiquetado.

#### Galería
|                                                      |
| Picado de cebollas horcales para morcillas de Burgos |

|                               |
| Llenado manual de la morcilla |

|                  |
| Morcillas crudas |

|                                              |
| Morcillas crudas preparadas para ser cocidas |

|                              |
| Morcillas de Burgos cociendo |

## Servir

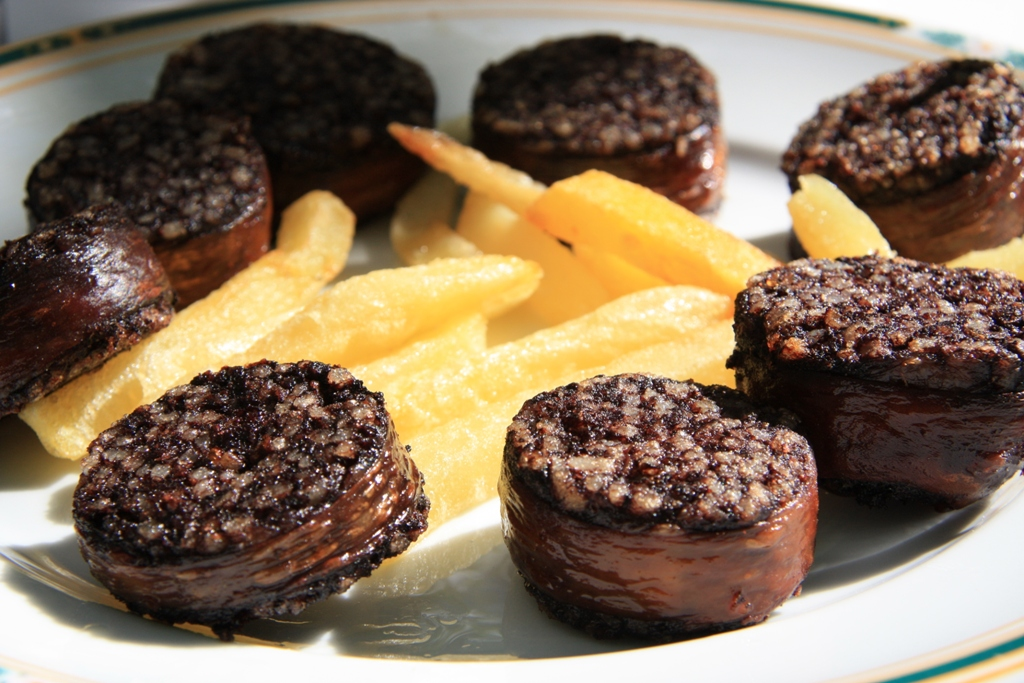
Morcilla de Burgos servida con patatas fritas

Se puede servir frita en rodajas, a veces puesta en bocadillo o en tapa acompañada de otros alimentos como pimientos.

## Variedades

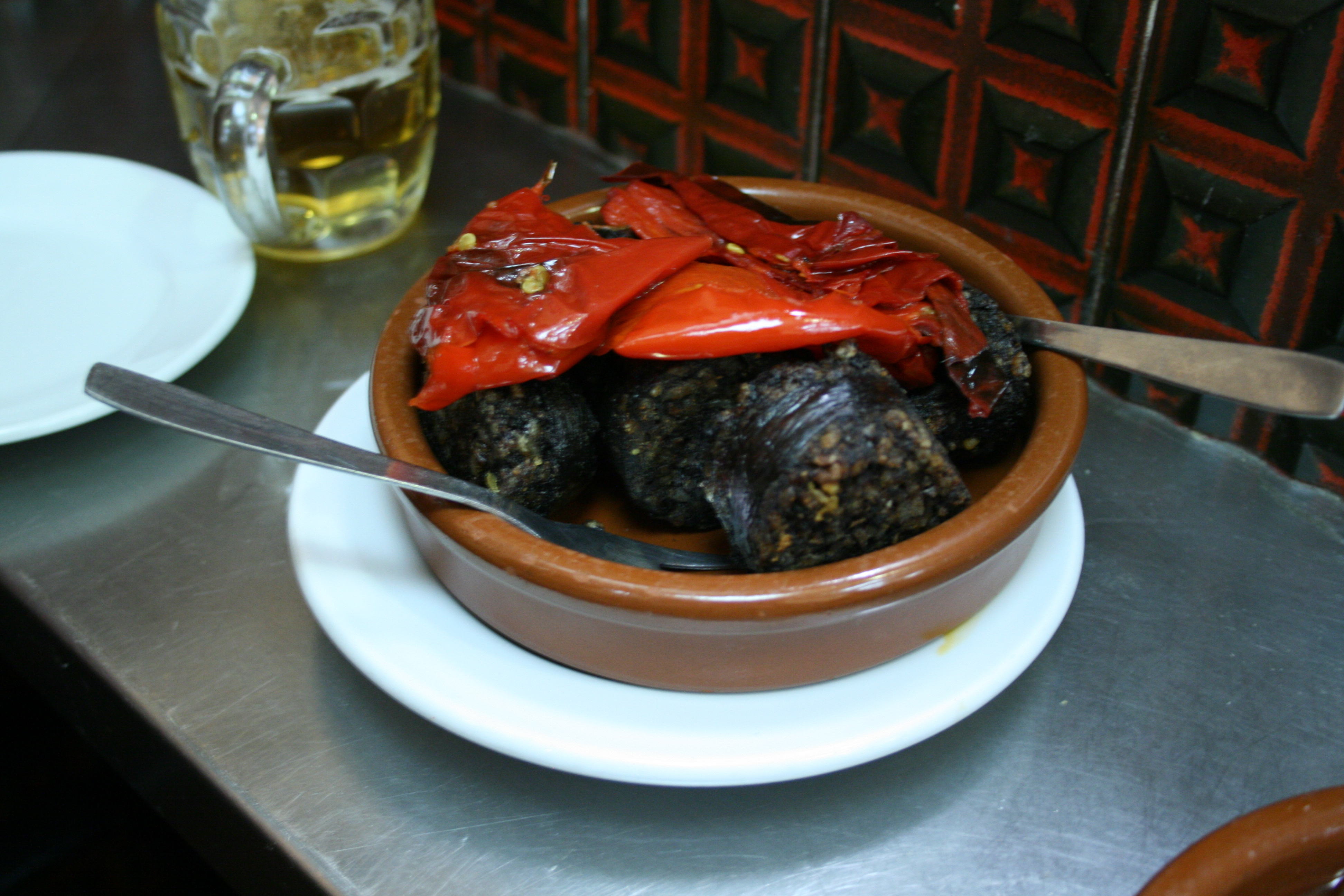
Morcilla con pimientos rojos asados.

Existen multitud de variedades de morcilla dentro de la provincia de Burgos:

### Morcilla de Aranda
La variedad de Aranda de Duero tradicionalmente utiliza como especias el comino, pimienta negra y un punto de canela. Además se realizan dos cocciones, una antes de embutirla y otra después, dando como resultado una apreciada variedad que "repite" menos.

### Morcilla de Burgos
Es la variedad más consumida en el mundo, caracterizada por un fuerte pero cuidado sabor. Se fabrica en las localidades cercanas la ciudad burgalesa. Existen una amplia variedad de tipos, que varían según la localidad. Algunas de las más conocidas son las de "Quintanilla Vivar (Morcillas Tere)" Villadiego, Villafuertes, Sotopalacios y Cardeña.